# Шугилбайський сільський округ
Шугилба́йський сільський округ (каз. Шұғылбай ауылдық округі, рос. Шугылбайский сельский округ) — адміністративна одиниця у складі Кокпектинського району Абайської області Казахстану. Адміністративний центр — село Шугилбай.
Населення — 468 осіб (2021; 746 у 2009, 1077 у 1999, 1528 у 1989).
Станом на 1989 рік існувала Чугульбайська сільська рада (села Жумискер, Талапкер, Чугульбай), село Мелітополь перебувало у складі Ульгулімалшинської сільської ради. Станом на 1999 рік округ був ліквідований, село Шугилбай перебувало у складі Теректинського сільського округу, села Жумискер і Талапкер — у складі Кокжайицького сільського округу. Пізніше округ був відновлений у складі села Шугилбай та села Мелітополь Ульгулімалшинського сільського округу.

## Склад
До складу округу входять такі населені пункти:
| Населений пункт  | Старі назви | Населення, осіб (1989) | Населення, осіб (1999) | Населення, осіб (2009) | Населення, осіб (2021) |
| ---------------- | ----------- | ---------------------- | ---------------------- | ---------------------- | ---------------------- |
| Мелітополь, село | -           | 282                    | 186                    | 154                    | 70                     |
| Шугилбай, село   | -           | 1246                   | 891                    | 592                    | 398                    |